# Lacaria monrosi
Lacaria monrosi är en fjärilsart som beskrevs av Orfila och Schajovski 1960. Lacaria monrosi ingår i släktet Lacaria och familjen mätare. Inga underarter finns listade i Catalogue of Life.